# Wilikton Innokentjewitsch Barannikow
Wilikton Innokentjewitsch Barannikow (russisch Виликтон Иннокентьевич Баранников; * 4. Juli 1938 in Ulan-Ude; † 29. November 2007) war ein sowjetischer Boxer.
Barannikow war Teilnehmer der Olympischen Spiele 1960 und Silbermedaillengewinner der Olympischen Spiele 1964. Bei dieser zweiten Teilnahme schlug er Luis Zuniga, Chile (4:1), Adrian Blair, Australien (5:0), János Kajdi, Ungarn (KO 2.), und James McCourt, Irland (3:2), und verlor im Finale gegen den Polen Józef Grudzień mit 5:0 Richterstimmen. Im Jahr darauf revanchierte er sich bei Grudzień im Finale der Europameisterschaften.

## Quelle
- http://amateur-boxing.strefa.pl